# Aracuan
L'Aracuan est une espèce d'oiseau fictif créé par la Walt Disney Company en 1944, à partir d'un oiseau du même nom (« Aracuã », en portugais moderne ; Ortalide du Chaco en français) répandu dans la région du Pantanal.
Il s'agit d'un personnage déjanté doté de cheveux rouge feu, d'un visage rose et de pattes jaune fluo.

## Apparition à l'écran
Il apparaît pour la première fois dans Les Trois Caballeros (1944) au côté de Donald Duck, José Carioca et Panchito Pistoles. Dans la séquence Aves Raras (Oiseaux Rares), Donald regarde un film sur les oiseaux sud-américains et lorsque le narrateur évoque l'Aracuan comme « l'un des oiseaux les plus excentriques jamais rencontré », l'oiseau sort de l'écran et entre dans la vie de Donald.
Le personnage réapparaît dans Le Clown de la jungle (1947) et dans la séquence C'est la faute de la samba de Mélodie Cocktail (1948). Dans ces deux œuvres, il est doublé par Pinto Colvig.
Après une longue période d'absence, l'Aracuan apparaît en 2018 dans la série La Légende des Trois Caballeros qui reprend les personnages du film Les Trois Caballeros. L'Aracuan n'échappe donc pas à la règle et intègre le casting. Il est alors doublé par Dee Bradley Baker.

### Filmographie
- 1944 : Les Trois Caballeros (The Three Caballeros)
- 1947 : Le Clown de la jungle (Clown of the Jungle)
- 1948 : Mélodie Cocktail (Melody Time)
- 1999-2000 : Mickey Mania (Mickey Mouse Works) (série télévisée)
- 2001-2002 : Disney's tous en boîte (Disney's House of Mouse) (série télévisée)
- 2018 : La Légende des Trois Caballeros (Legend of the Three Caballeros) (série télévisée)

## Apparition en bande dessinée
Le personnage apparait dans environ 120 histoires d'après le site INDUCKS, dont seulement 12 ont été publiées en France (en avril 2023). La majorité ayant en effet été produite et publiée au Brésil.
En 1986, l'auteur brésilien Arthur Faria Jr. a repris et modifié le caractère de l'Aracuan. Il l'a inséré dans le casting de la série d'histoires de L'Âge du rock. À ce titre, en France, il est connu comme « Papagaï ». La majorité de ses apparitions en bande dessinée est issue de cette série.